# Satellite Watching

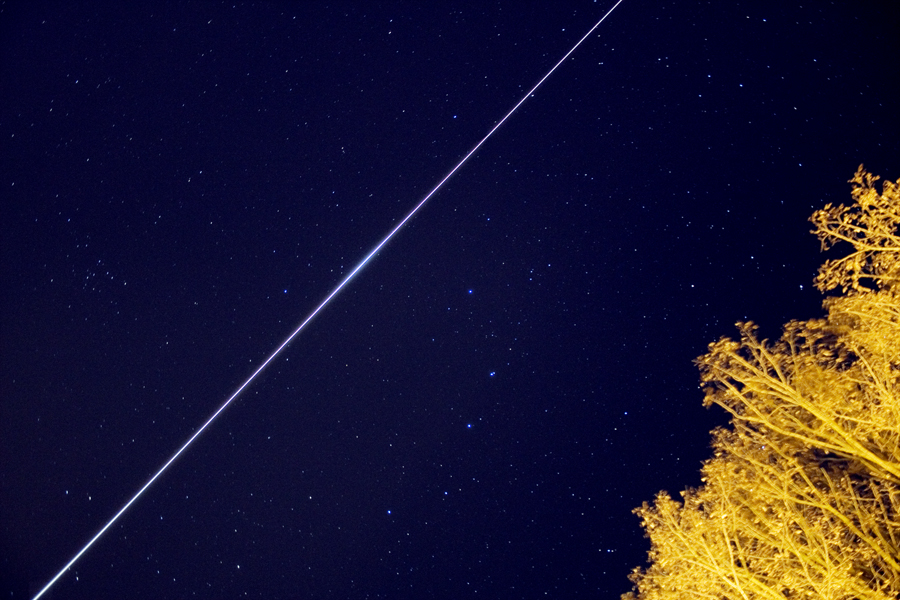
Skytrack der International Space Station (ISS) in Langzeitbelichtung

Satellite Watching oder Satellite Spotting ist ein Hobby, das sich mit der Beobachtung und dem Tracken von künstlichen Erdsatelliten befasst. Personen mit diesem Hobby werden oft Satellite Watcher, Tracker, Spotter oder Observer genannt.
Die Satellitenbeobachtung durch Amateure wurde schon vor dem Start der ersten  Erdsatelliten vorbereitet—sowohl in den USA und Europa als auch in der UdSSR. Der Hauptzweck war die Entdeckung und auch Bahnbestimmung der Satelliten. Das Smithsonian Astrophysical Observatory startete 1956 die Operation Moonwatch, ein Programm für Amateurastronomen und Techniker mit dem Zweck, die sowjetischen Sputnik-Satelliten und die geplanten US-Satelliten zu verfolgen.
In der Sowjetunion und der DDR wurden auch Teams von Oberschülern in der Beobachtungstechnik geschult.
Die Moonwatch-Organisation war eine Anlehnung an das Ground-Observer-Corps-Programm, mithilfe dessen feindliche Bomber während des Zweiten Weltkrieges entdeckt werden sollten. Für Moonwatch wurden mitunter professionelle Stationen errichtet oder guten Beobachtern Messinstrumente wie das Apogee-Teleskop beigestellt. Das Programm wurde im Jahr 1975 eingestellt.
Es gibt viele Computerprogramme für Bahnberechnungen und Planetarien, die das Satellite Watching unterstützen. Auch genäherte grafische Auswertung der Beobachtungen ist möglich, etwa mit sogenannten Satellitenschiebern oder an einem guten Globus.